# Ford Mustang (2004)
La Ford Mustang V (nome in codice S197) è la quinta generazione dell'omonima vettura, una pony car prodotta dalla casa automobilistica statunitense Ford dal 2004 al 2014.

## Storia

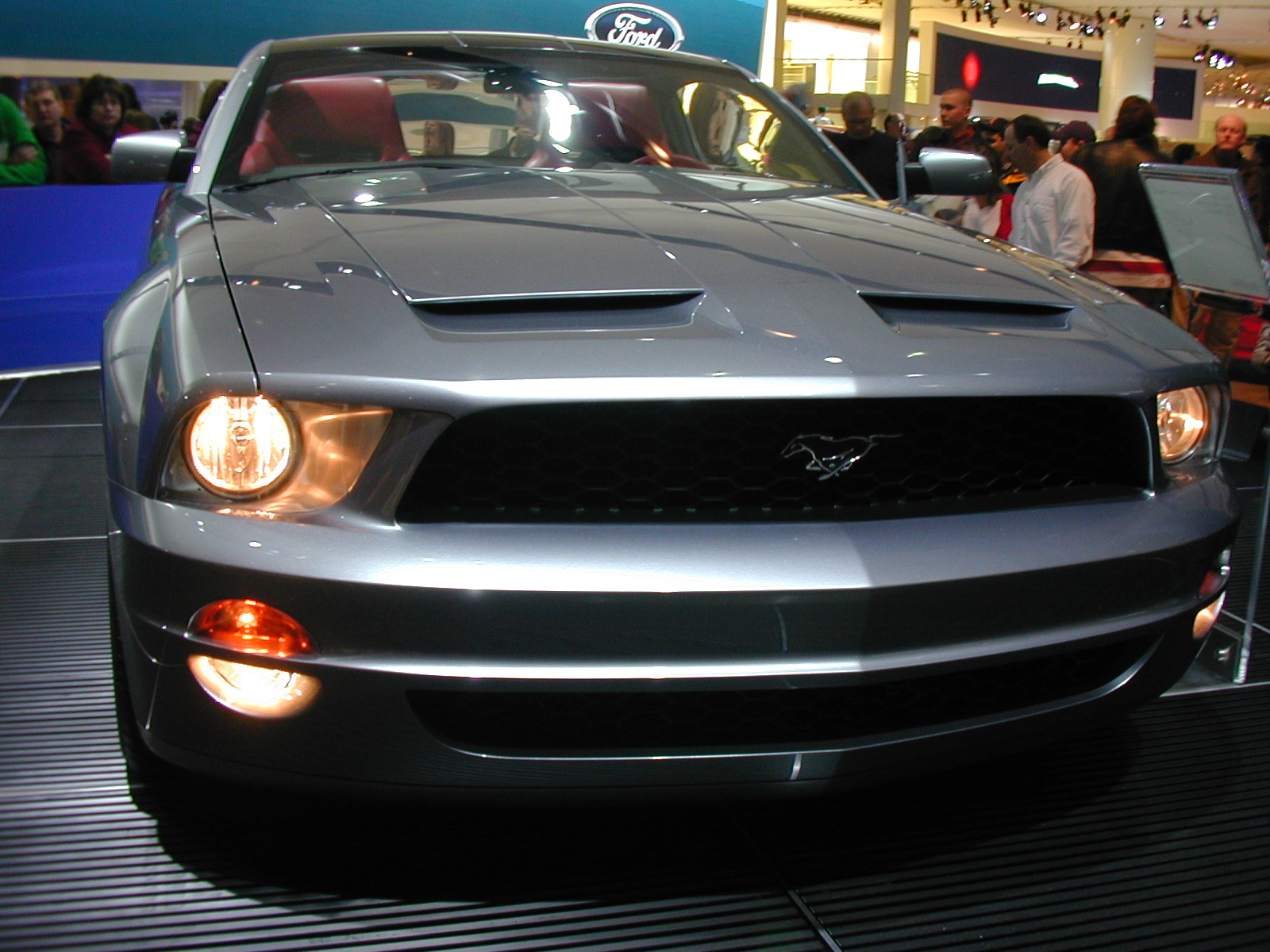
La concept car del 2003

Nel 2003, la Ford presentò una concept car che anticipava le linee della nuova generazione della Mustang. Tale vettura, denominata Mustang GT Coupé Concept, si presentava come una coupé due posti decappottabile. Per rendere subito identificabile la nuova concept come una Mustang da parte dei fan i progettisti del Ford's Living Legends Studio di Dearborn e del Ford's California Design Center si sono ispirati, nella realizzazione della carrozzeria, ai primi modelli di Mustang del 1968. Come motore è stato impiegato un 4,6 litri V8.
Il modello S-197 venne presentato al North American Auto Show del 2004, come model year 2005. Questa Mustang era un modello completamente riprogettato ed utilizzava il pianale D2C come base, con sospensioni McPherson all'anteriore e ponte rigido al posteriore. Il design dell'auto era stato affidato a Sid Ramnarace che si ispirò alle Mustang degli anni sessanta realizzando uno stile che il vice presidente della Ford, J. Mays, definirà come retro-futurismo. Il modello base montava il motore da 210 hp (156 kW) V6 della Ford Cologne. La GT invece era dotata di un V8 da 300 hp (224 kW) da 4,6 L (280in3) tre valvole con apertura variabile. La trazione restava posteriore e offriva miglioramenti nella maneggevolezza e nella guida. Grazie alla tecnologia CAD la rigidità del telaio era stata incrementata del 100 per cento rispetto ai modelli precedenti. Migliorate anche la qualità delle finiture e della costruzione.

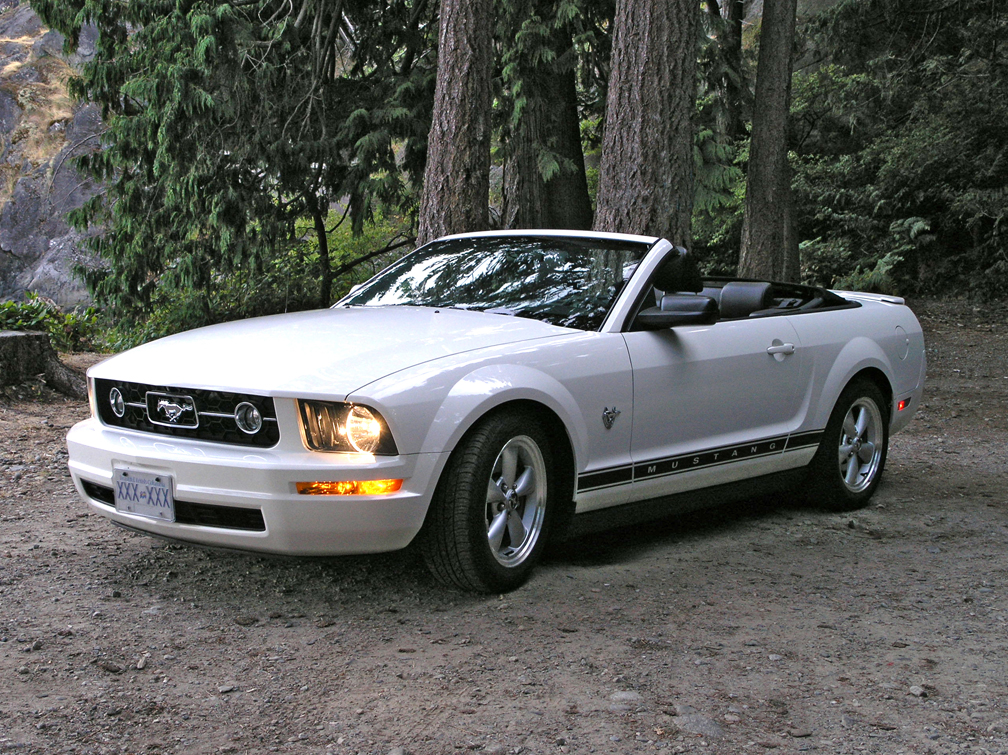
Una Ford Mustang V convertibile

Poco dopo la presentazione la Ford iniziò la produzione del modello decappottabile, versione che era disponibile sia con il motore V6 che con il V8. Questo modello era specificatamente progettato per avere una rigidità maggiore senza incrementare il peso totale. Inoltre venne realizzato un tettuccio che si ritraeva con un sistema a Z che dava, quando ripiegato, alla Mustang un aspetto molto pulito.
Il modello 2005 ha avuto fin dal suo esordio un buon successo commerciale e la metà delle vetture sportive vendute negli USA sono delle Mustang. Questo ha fatto sì che alcuni giornalisti definissero questo modello come una instant classic.
Il modello 2006 offre, come optional, un nuovo pacchetto Pony per i modelli dotati di V6. Questo comprende scarichi in stile Bullitt, sospensioni migliorate, calandra con trattamento speciale, fari, spoiler posteriore, strisce speciali per le portiere e un particolare logo Pony.
Per la nuova Mustang, come per i modelli precedenti, sono stati realizzati moltissime parti speciali che vengono prodotte da ditte specializzate. Anche il modello V6, a differenza di quanto successo in precedenza, ha ricevuto una grande attenzione. Anche Carroll Shelby ha realizzato una versione speciale di questo modello dotandolo di compressore Paxton e portando la potenza a 350 hp (261 kW).

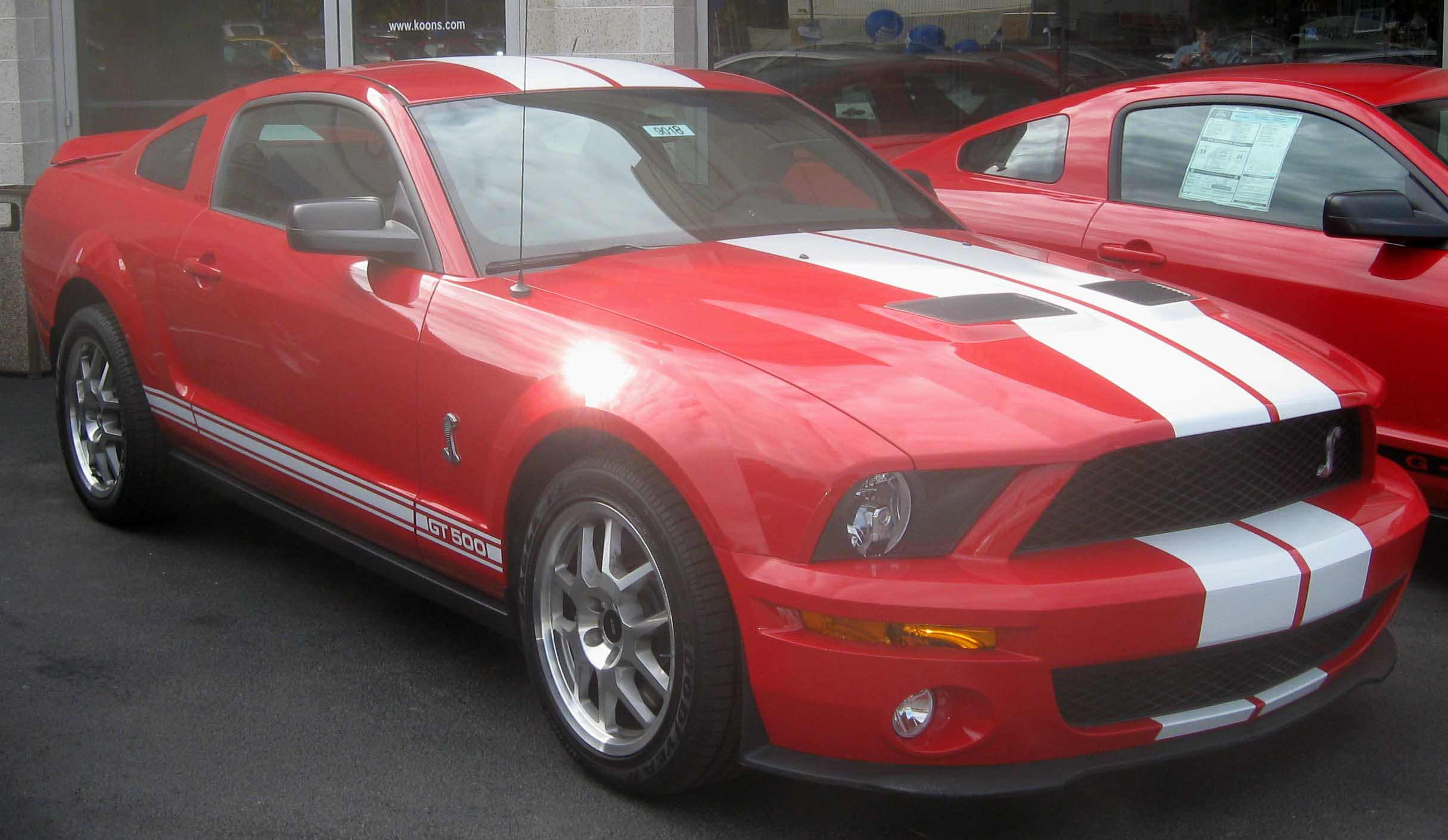
Una Shelby Mustang GT500

Nel 2007 è stata introdotta la nuova Shelby GT 500, vettura già presentata al New York International Auto Show del 2005. Questa vettura monta un motore da 5,4 L (329in3) modulare V8 sovralimentato accreditato di una potenza di 500 hp (366 kW).

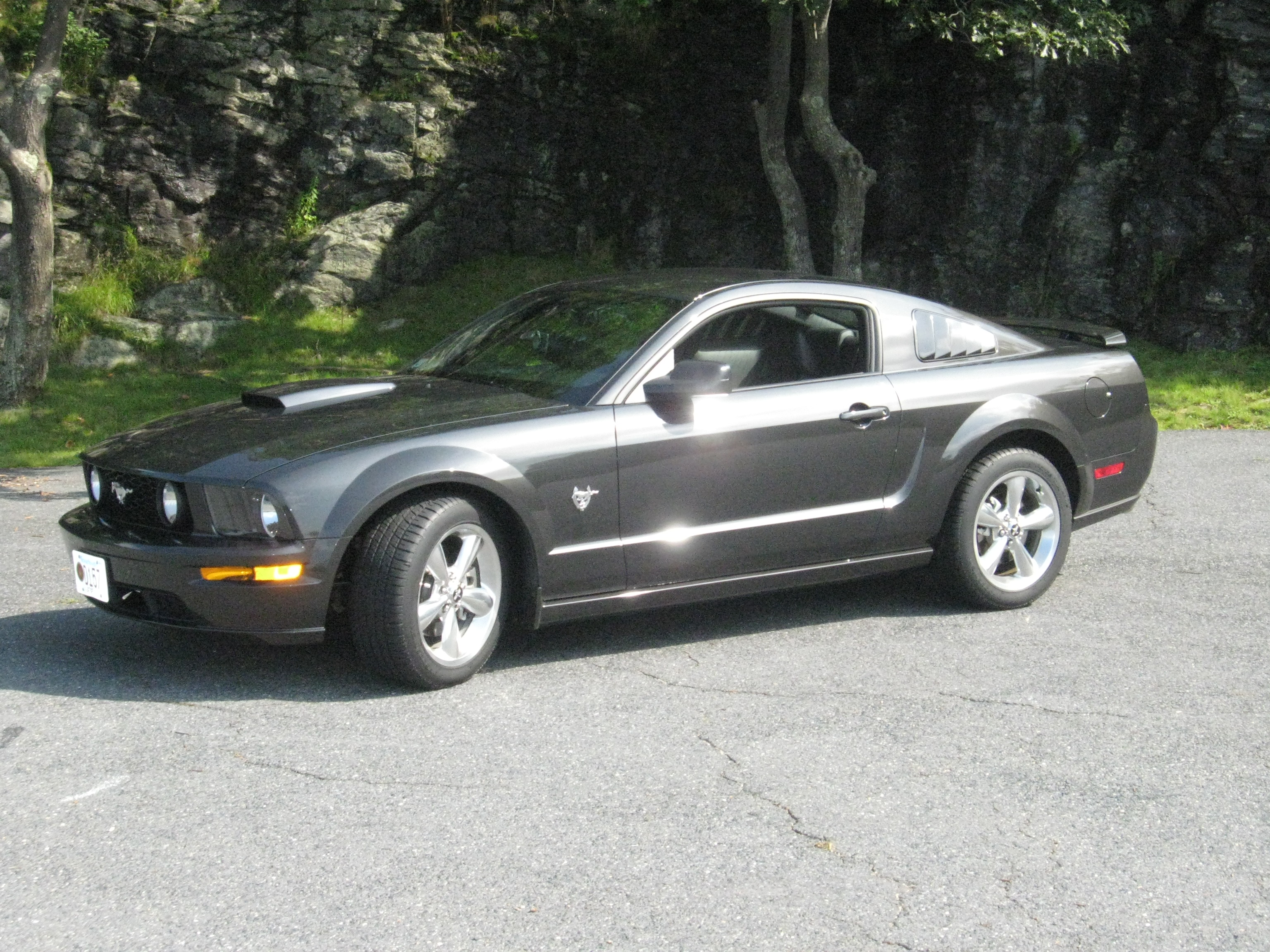
Ford Mustang GT

Nel 2009 sono state presentate delle Mustang GT e V6 dotate di tetto panoramico. Questa soluzione è stata scelta come compromesso per gli acquirenti che avessero voluto godersi il panorama che circonda la vettura spendendo la metà del costo della versione convertibile. Inoltre, questo sistema a tetto panoramico permette di risparmiare il 20% dell'energia impiegata dal sistema di climatizzazione e protegge gli interni dallo scolorimento e dal deterioramento. Il tettuccio è anche dotato di un tendaggio mobile che permette di coprire il tetto panoramico. Esso è stato realizzato con un composto di vinile e vetro speciale per assorbire vibrazioni e rumori. I propulsori installati vanno da un 4,0 litri SOHC 6 cilindri da 210 CV accoppiato ad un cambio manuale 5 marce per la V6 ad un 4,6 litri V8 da 300 CV con cambio manuale 5 marce per la GT.

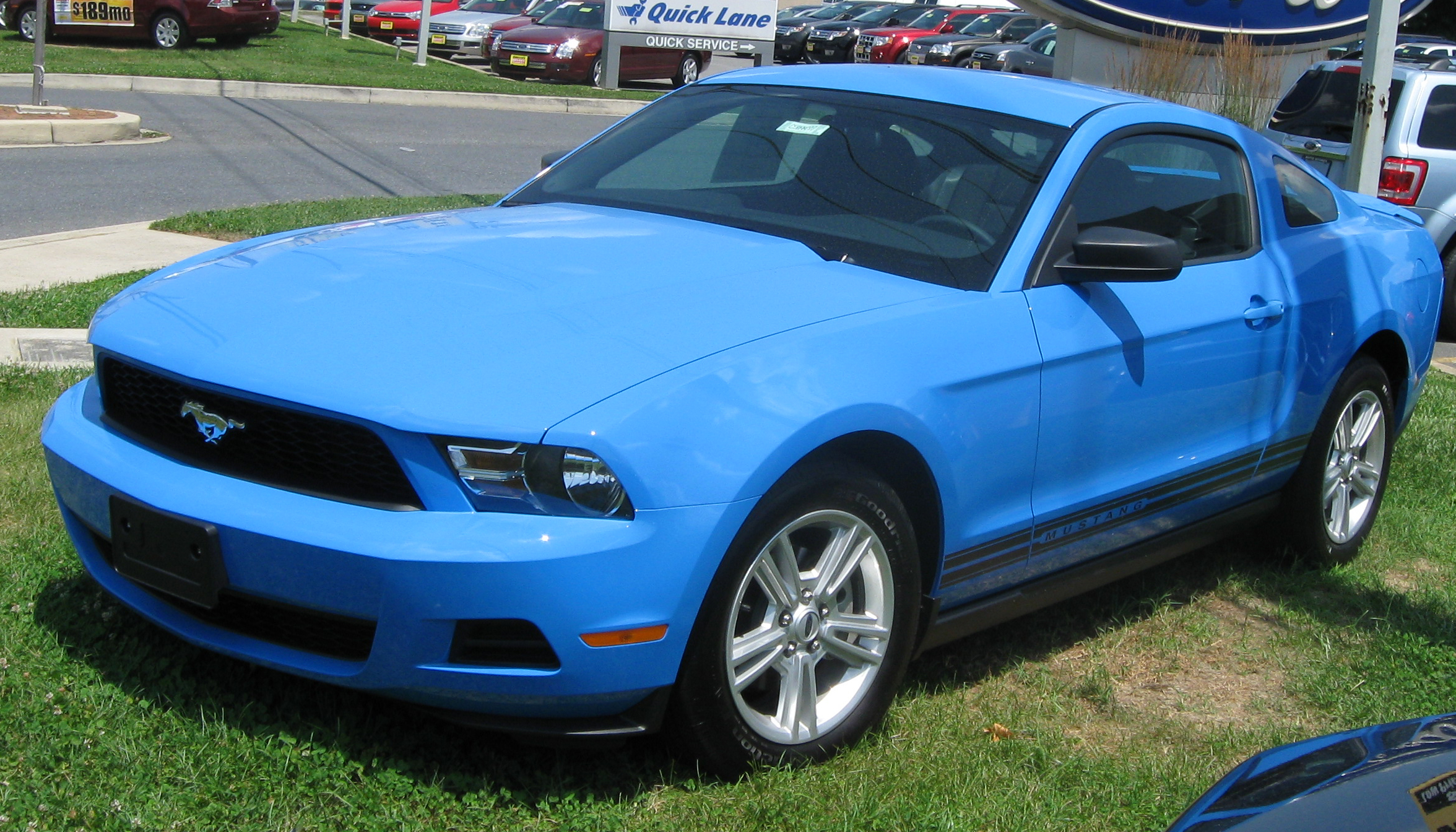
Restyling 2010

Nel 2010 sono stati sviluppati dei nuovi modelli costruiti intorno ai propulsori V6 e V8 GT in versione coupé, convertibile o con tetto panoramico.

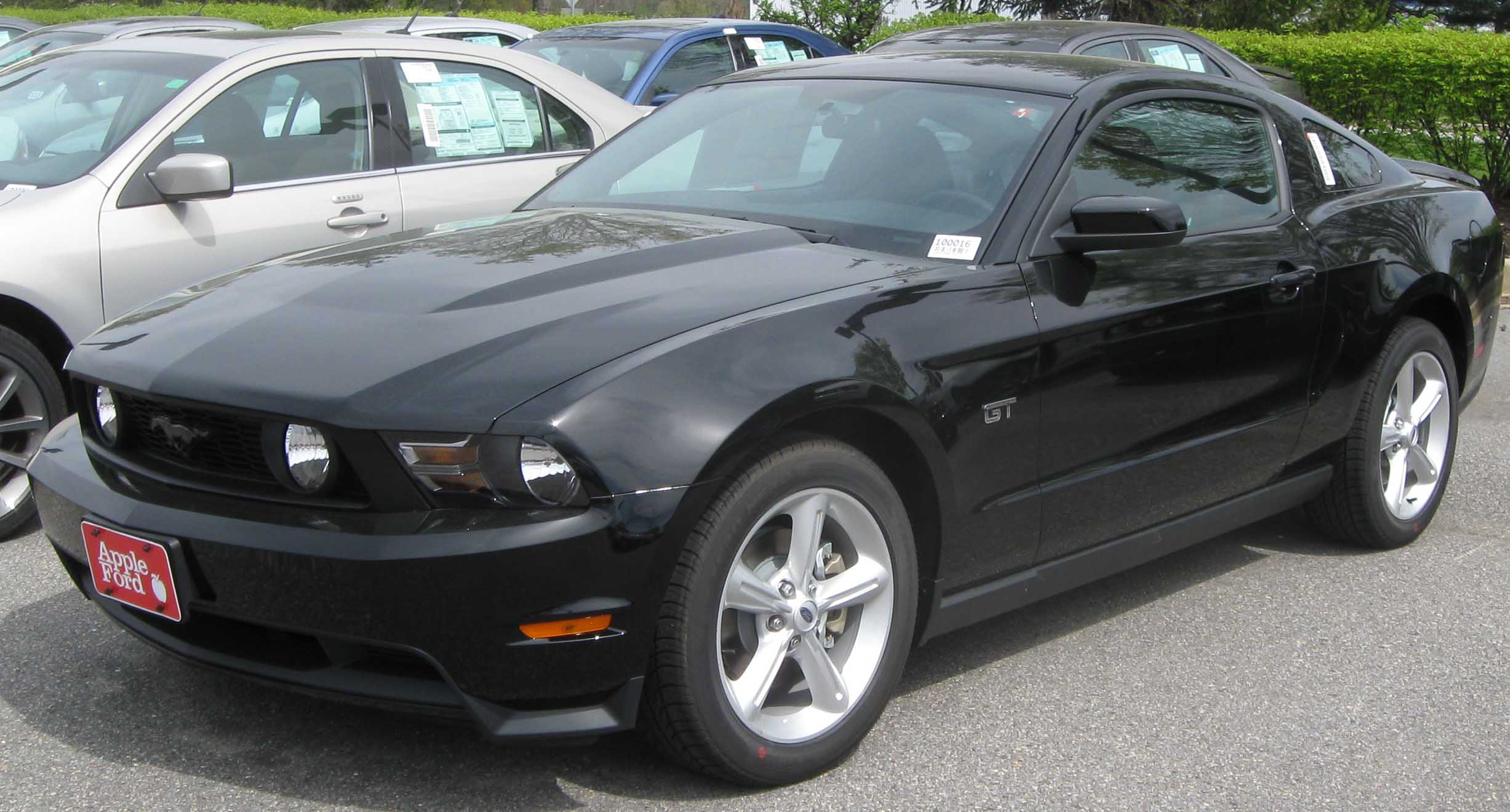
Una Ford Mustang GT del 2010

Dal punto di vista estetico, su questa nuova edizione, la parte anteriore è stata modificata sia per renderla più aggressiva che per migliorare il flusso d'aria attraverso le prese d'aria per il motore. Sulla V6 i fari fendinebbia sono montati sullo splitter anteriore sportivo, mentre sulla GT si trovano accanto ai fari principali. I fari posteriori sono realizzati con la tecnologia LED, e sullo spoiler è stata inserita una telecamera per migliorare le manovre di parcheggio. Sulla versione V6 sono stati installati cerchi da 17', mentre sulla GT sono presenti cerchi da 19'.
Meccanicamente, la GT presenta un motore V8 da 4,6 litri che eroga 315 CV. Sono stati impiantati vari sistemi di sicurezza per la guida, come l'ABS, l'ESC e il controllo di trazione. Le sospensioni e le bare anti-rollio sono state potenziate per migliorare la tenuta di strada.

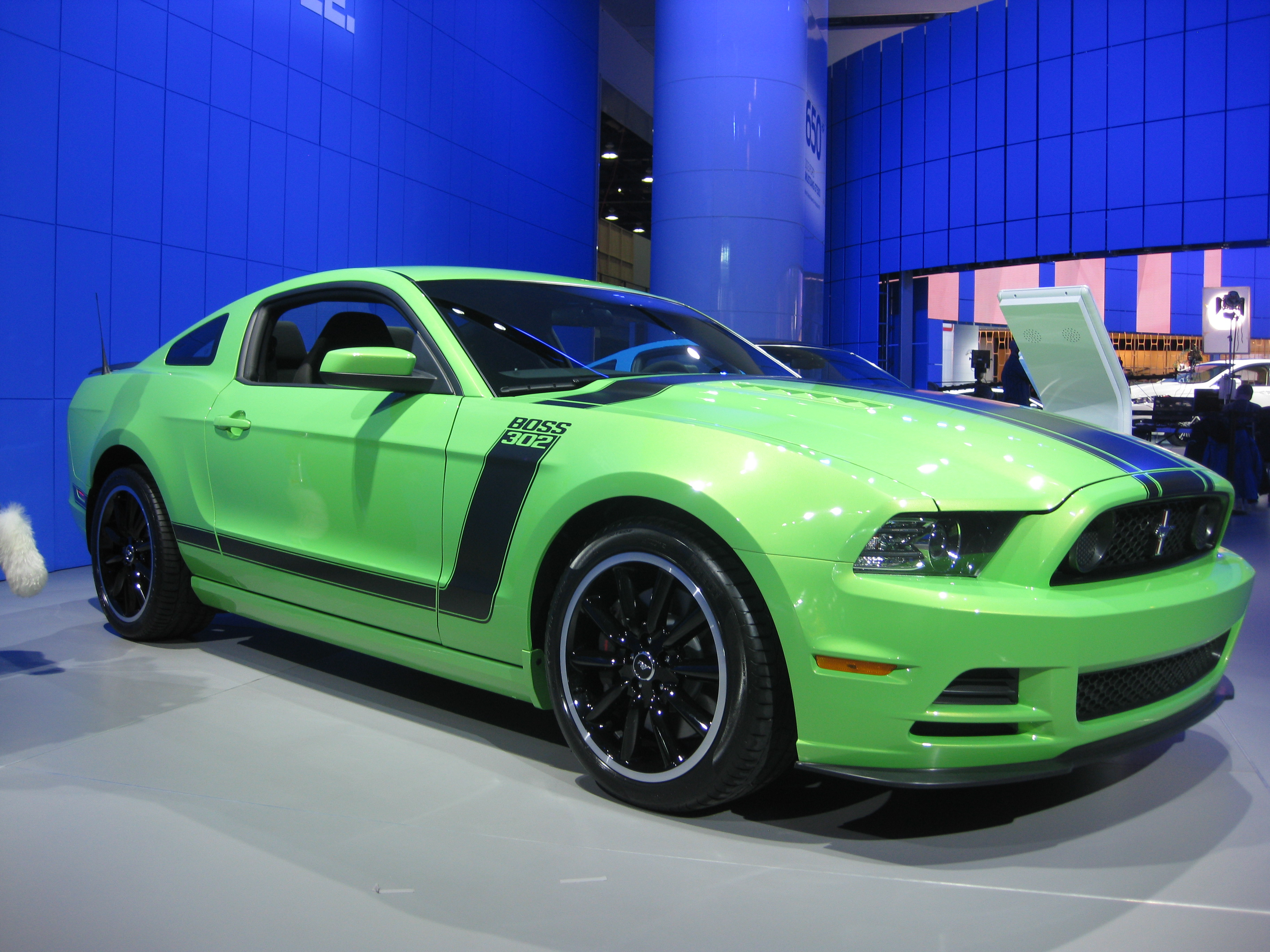
Una Ford Mustang V Boss 302

Gli interni sono stati realizzati con materiali fonoassorbenti e smorzanti per limitare al massimo l'udibilità del rumore esterno e delle vibrazioni.
Nel 2013 è stata lanciata la nuova versione GT Model Year 2014. La vettura presenta una linea rivista per garantire una maggiore aerodinamicità, mentre gli interni sono stati dotati di un nuovo tipo di stoffa multistrato per impreziosirli e al contempo insonorizzarli. Il telaio è stato irrigidito per aumentare la stabilità della vettura, motivo per il quale sono state introdotte anche le nuove sospensioni MacPherson con configurazione a doppio snodo sferico, mentre nella sezione posteriore sono indipendenti. Il propulsore equipaggiato sulla vettura è un V8 da 5.0 da 420 CV e di potenza e 390 Nm di coppia gestito da un nuovo collettore del carburante configurato per ridurre il consumo di benzina e da un cambio manuale a sei rapporti. L'impianto frenante è costituito da freni a disco ventilati a cui è associato il sistema ABS.
Nello stesso anno è stata presentata la nuova versione della Boss 302. La vettura è stata dotata di un propulsore V8 5.0 da 445 CV di potenza e 515 Nm di coppia. Inoltre sono presenti diverse decalcomanie che riprendono quelle che decoravano l'originale Boss 302 del 1969.